# Liriomyza helianthi
Liriomyza helianthi este o specie de muște din genul Liriomyza, familia Agromyzidae, descrisă de Spencer în anul 1981. Conform Catalogue of Life specia Liriomyza helianthi nu are subspecii cunoscute.